# Actias neidhoeferi
Espèce
Actias neidhoederi est une espèce de papillons de la famille des Saturniidae. C'est une espèce endémique de Taïwan.

## Répartition et habitat
Actias neidhoeferi est présent dans les montagnes taïwanaises à partir de 2 000 m d'altitude.

## Description
Le mâle mesure environ 5-7 cm et la femelle environ 7 -cm. Il y a peu de dimorphisme sexuel chez cette espèce.

## Systématique
Le nom complet est Actias neidhoeferi Ong & Yu, 1968.

## Étymologie
Son épithète spécifique, neidhoeferi, lui a été donnée en l'honneur de James R. Neidhoeffer, en reconnaissance de son amitié.

## Galerie

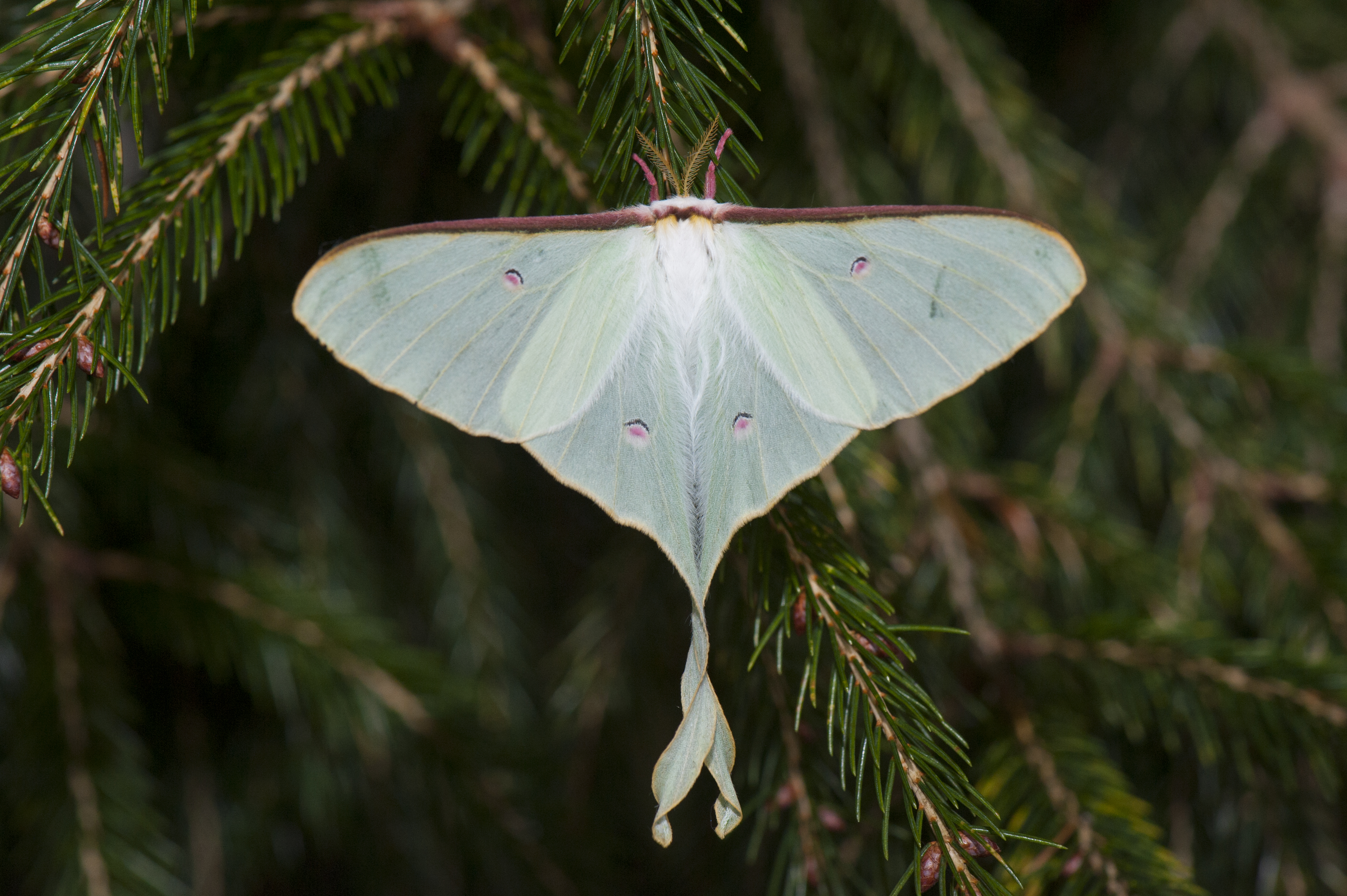
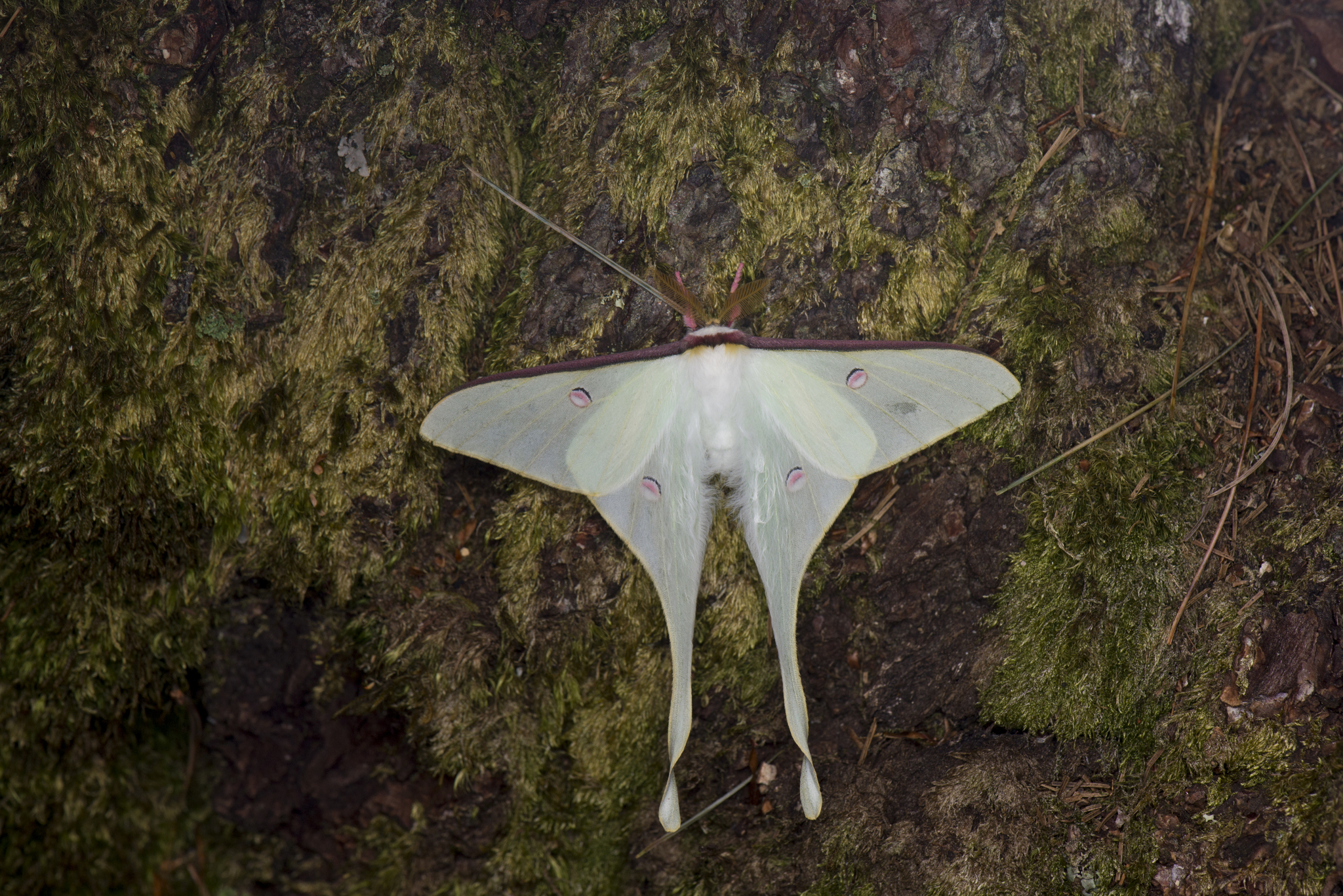
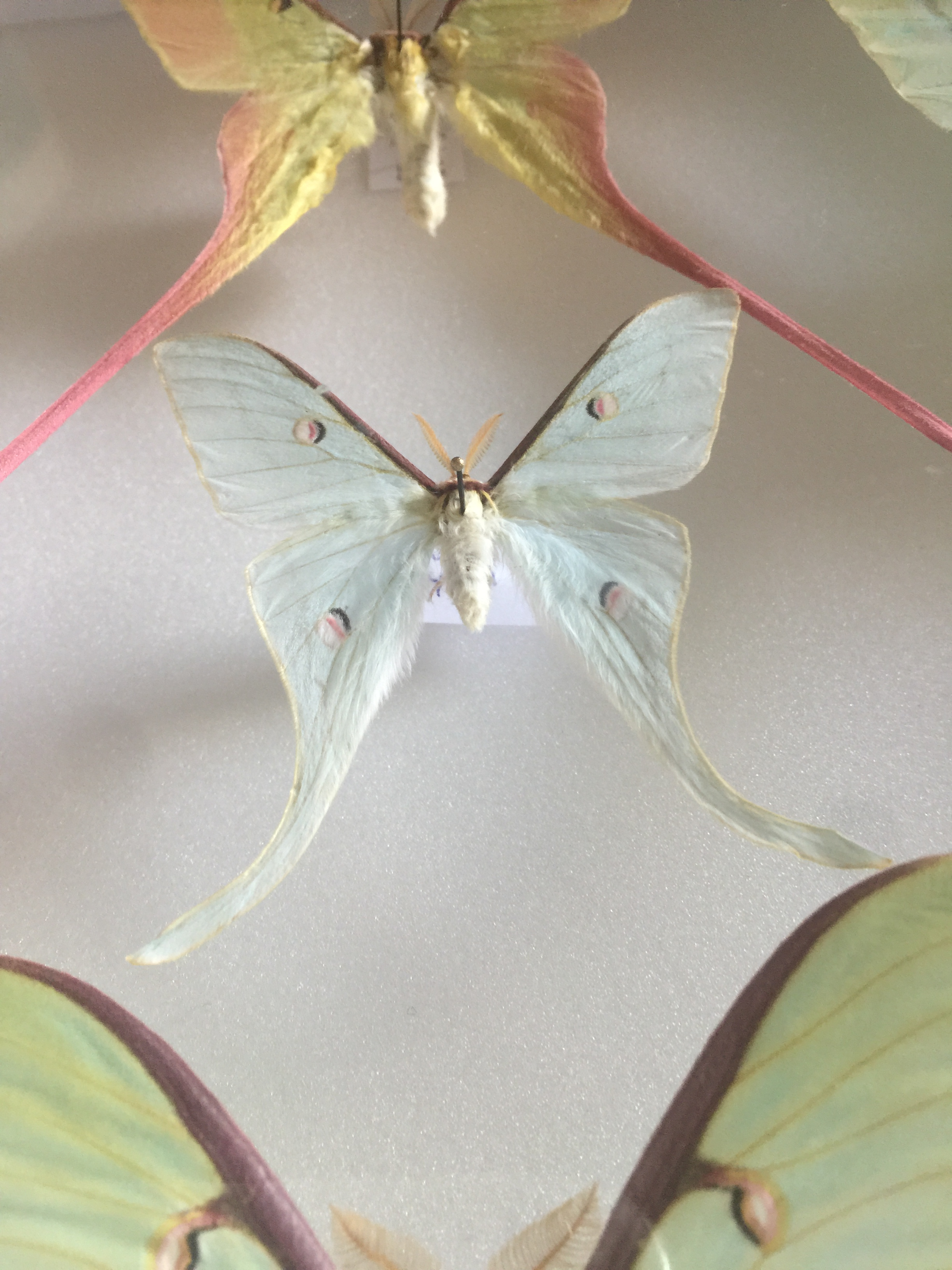
Mâle.
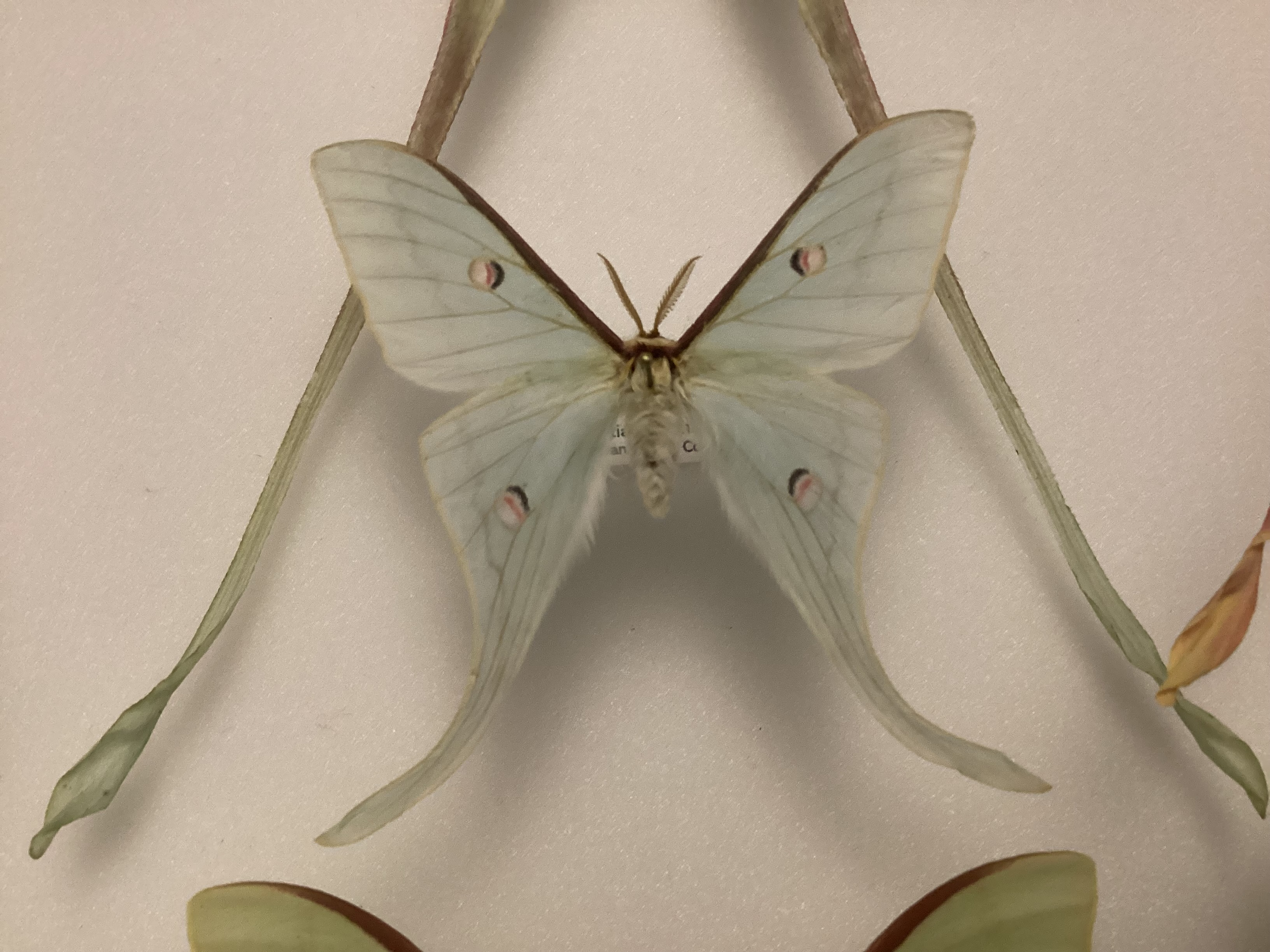